# Henry L. Garrett

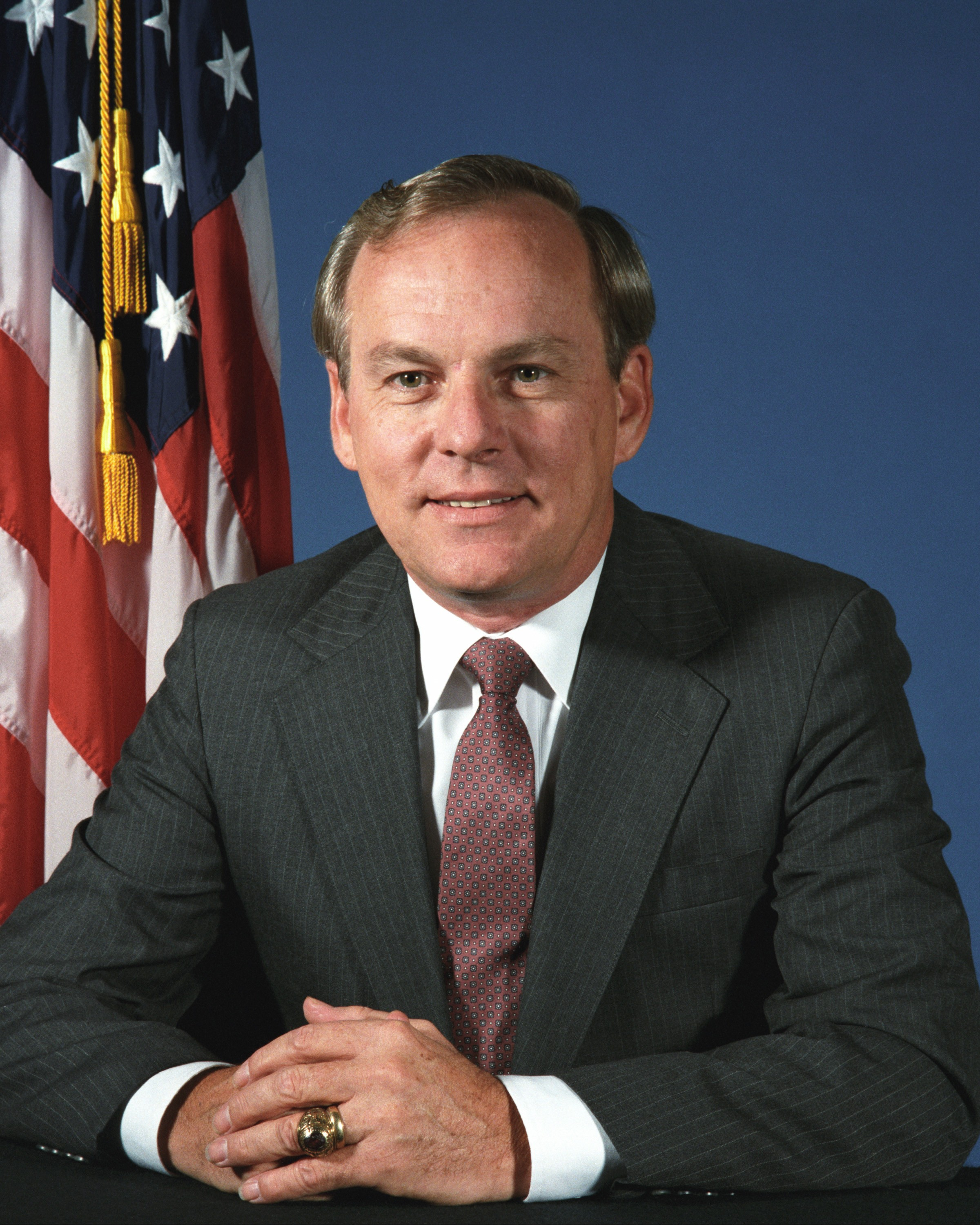
Henry L. Garrett (1987)

Henry Lawrence Garrett III (* 24. Juni 1939 in Washington, D.C.) ist ein US-amerikanischer Jurist und Politiker, der von 1989 bis 1992 als Marinestaatssekretär der Vereinigten Staaten amtierte.

## Leben
Henry Garrett wurde in der Bundeshauptstadt Washington geboren und wuchs in Miami auf. Er besuchte die University of Miami, wo er Wirtschaftsingenieurwesen studierte. An der University of West Florida erwarb er den Bachelor of Science in Betriebswirtschaft und an der University of San Diego den Juris Doctor. Im Jahr 1961 trat er der United States Navy bei, bei der er zum Maschinisten für Unterseeboote ausgebildet wurde. Nachdem er eine Flugschulung absolviert hatte, erfolgte im April 1964 die Berufung zum Offizier einer Marinefliegereinheit. Als Pilot eines Seeaufklärers flog er unter anderem Einsätze im Vietnamkrieg. 1972 wechselte er zum Judge Advocate General’s Corps, in dem er den Rang eines Commander bekleidete. Von 1974 bis 1978 diente er als Militäranwalt und Rechtsberater für den Kommandanten der Unterseestreitkräfte bei der Pazifikflotte in Pearl Harbor. Ab 1979 war er in der Abteilung für Zivilrecht beim Judge Advocate General’s Corps in Washington tätig. Während dieser Zeit war er mit der Erstellung der Bundesvorgaben für den Ethics in Government Act befasst.
Im Februar 1981, kurz nach dem Amtsantritt von Präsident Ronald Reagan, wurde Garrett zum Assistenten des Rechtsberaters des Weißen Hauses ernannt, woraufhin er seinen Abschied bei der Navy nahm. Später wurde er im Weißen Haus als Executive Assistant des Präsidenten beschäftigt; außerdem amtierte er als COO der Synthetic Fuels Corporation, einer bundeseigenen Gesellschaft zur Förderung der Herstellung synthetischer Kraftstoffe. Danach wurde er Regionaldirektor für den Bereich Seattle bei der Bundesagentur Merit Systems Protection Board. 1983 kehrte er als Stellvertreter des Rechtsberaters nach Washington zurück. Im Februar 1986 übernahm er die Position des Justiziars (General Counsel) im US-Verteidigungsministerium. Präsident Reagan berief ihn im Mai 1987 als Nachfolger von James F. Goodrich zum stellvertretenden Leiter des Department of the Navy (Under Secretary of the Navy). Nach der Bestätigung durch den US-Senat konnte er dieses Amt am 6. August 1987 antreten.
Präsident George Bush benannte Henry Garrett im Mai 1989 als neuen Secretary of the Navy, nachdem er dessen Vorgänger William L. Ball in ein staatliches Kontrollgremium berufen hatte. Garrett übte dieses Amt fast während der gesamten Präsidentschaft von George Bush aus, ehe dieser im Jahr 1992 seinen Rücktritt verlangte. Grund waren an die Öffentlichkeit gekommene Vorwürfe von 87 weiblichen Marineoffizieren, die ihre männlichen Kollegen sexueller Übergriffe beschuldigten. Der Marinestaatssekretär kam der Aufforderung nach und legte seinen Posten am 26. Juni 1992 nieder. Under Secretary J. Daniel Howard übernahm die Amtsgeschäfte für zwei Wochen kommissarisch, ehe der benannte Nachfolger Sean O’Keefe sein Amt antrat. Henry Garrett hat in der Folge keine öffentliche Funktion mehr bekleidet.